# Nick Rimando
Nicholas Paul Rimando, detto Nick (Montclair, 17 giugno 1979), è un ex calciatore statunitense, di ruolo portiere. Detiene il record di presenze in Major League Soccer (513).

## Carriera
Dopo aver frequentato la Montclair High School, giocò per due anni con la squadra di calcio dell'UCLA, per poi firmare un contratto Project-40 con la MLS: qui, dopo essere scelto come 35º al MLS SuperDraft del 2000 dai Miami Fusion, sostituì ben presto Jeff Cassar come portiere titolare, aiutando la squadra a vincere la MLS Supporters' Shield del 2001, quindi, al termine della stagione, fu scelto come terzo giocatore dai D.C. United, dietro raccomandazione di Ray Hudson, nuovo allenatore degli United e suo allenatore a Miami nel successivo Allocation Draft del 2002. Con la nuova squadra giocò ogni partita nel 2002 e 25 gare nel 2003, non potendo concludere la stagione per un infortunio; l'anno dopo, con la partenza di Hudson perse il posto di titolare a favore di Troy Perkins, per riguadagnarlo nel 2005 e cederlo di nuovo a Perkins nel 2006, quando giocò solo partite nell'intero campionato.
L'11 dicembre 2006 Rimando fu ceduto con Freddy Adu al Real Salt Lake e da essi ceduto al Red Bull New York il 9 febbraio, per essere di nuovo ceduto al Real Salt Lake il 23 dello stesso mese per l'improvviso ritiro di Scott Garlick, diventando il portiere titolare della stagione, al termine della quale guidò la classifica della MLS nel settore con 146 parate in 27 gare venendo scelto come Most Valuable Player della squadra. Continuò ad essere titolare nel 2008 e nel 2009 e fu scelto come "Giocatore del Mese" dalla MLS per il luglio 2008 aiutando la squadra raggiungere le finali della Western Conference nel 2008 e nel 2009.
Terminata la stagione, all'età di 40 anni, decide di ritirarsi dal calcio giocato.

## Palmarès

### Club

#### Competizioni nazionali
- Campionato MLS: 2

DC United: 2004
Real Salt Lake: 2009
- MLS Supporters' Shield: 1

DC United: 2006

### Nazionale
- Gold Cup: 1

2013